# Palol (Gambia)
Palol (Namensvarianten: Palol Fula, Palol Wollof) ist eine Ortschaft im westafrikanischen Staat Gambia.
Nach einer Berechnung für das Jahr 2013 leben dort etwa 859 Einwohner, das Ergebnis der letzten veröffentlichten Volkszählung von 1993 betrug 639.

## Geographie
Palol, in der Central River Region im Distrikt Niani, liegt am nördlichen Ufer des Gambia-Flusses. Der Ort liegt rund 7,6 Kilometer nördlich von Wassu.